# Recettori delle endoteline
Ci sono almeno tre recettori delle endoteline, ETA, ETB1 and ETB2, sono tutti recettori accoppiati a proteine G  (GPCR) la cui attivazione provoca un aumento del calcio libero a livello intracellulare.

## Importanza clinica
Mutazioni recettoriali sono associate alla sindrome ABCD e alla sindrome di Waardenburg.